# FC Eindhoven
El FC Eindhoven es un club de fútbol neerlandés, de la ciudad de Eindhoven. Fue fundado en 1909 y juega en la Eerste Divisie, la segunda división neerlandesa. Cuenta también con un equipo de fútbol sala.

## Historia
Fue fundado el 16 de noviembre de 1909 por la fusión del Sparta y Eindhovia, ambos clubes de Eindhoven. Comenzó jugando en la Segunda división de la Brabant Football Association y la ganó en la segunda temporada de su existencia, ascendió a la Primera división de la BVB, en el que recibió la aprobación de sus estatutos.
Gracias a su presidente, el club pudo jugar en la Tercera división de la Asociación Holandesa de Fútbol la siguiente temporada sin tener que jugar ningún partido.
En la temporada 1915/16 ganó el campeonato en la Tercera división y ascendiendo a Segunda.
El 11 de junio de 1921 se fusiona con el Sparta Gestel y ese mismo año asciende a Primera.
El 12 de junio de 1937, ganó la Copa KNVB al vencer al De Spartaan.
En 1954 se convirtió en campeón de la Eredivisie

## Estadio
El renovado estadio se inauguró el 27 de agosto de 1994 bajo el nombre de Jan Louwers, el legendario futbolista de Eindhoven que formó parte de la selección neerlandesa por primera vez en la temporada 1950-1951, anotó nada menos que 89 goles en las filas del FC Eindhoven.
El Jan Louwers Stadium es una renovación del antiguo estadio en el parque deportivo municipal de Aalsterweg. El estadio de Aalsterweg se inauguró oficialmente el 9 de septiembre de 1934 con un partido amistoso contra el Ajax.
En los años noventa, el estadio fue renovado en varias fases al actual estadio Jan Louwers.
En 1994, el stand principal se convirtió en un stand de patrocinador con un club de negocios y se construyó un stand cubierto a la derecha de este stand. En el lado sur, detrás de la portería, se ha levantado una tribuna abierta, que se convirtió en una tribuna cubierta en 1996. En la temporada 1998-1999, la tribuna a la izquierda del stand del patrocinador ha aparecido junto con nuevos vestuarios y oficinas. En ese año, también se construyó una nueva tribuna de asientos cubiertos en el lado largo, al igual que la casa de los partidarios.
En la temporada 2006-2007, las gradas en el Jan Louwers Stadium recibieron nombres de otros antiguos íconos del club como Noud van Melis, Dick Snoek, Frans Tebak y Henk Bloemers.

## Palmarés
Liga de Primera División (1): 1954
Copa de los Países Bajos (1): 1937